# Negacionismo del genocidio serbio en el Estado Independiente de Croacia
El negacionismo del genocidio serbio en el Estado Independiente de Croacia (NDH), un estado títere de la Alemania nazi que existió durante la Segunda Guerra Mundial, es una afirmación histórica negacionista de que no se produjeron crímenes masivos sistemáticos ni genocidio contra los serbios en el NDH, así como un conjunto de  intentos de minimizar la escala y la gravedad del genocidio.
Una de las estrategias incluye afirmaciones de que el campo de concentración de Jasenovac era sólo un campo de trabajo, no un campo de exterminio. La Wikipedia en croata también ha atraído la atención de los medios internacionales debido a su parcialidad y negacionismo sobre los crímenes del NDH.

## Contexto histórico

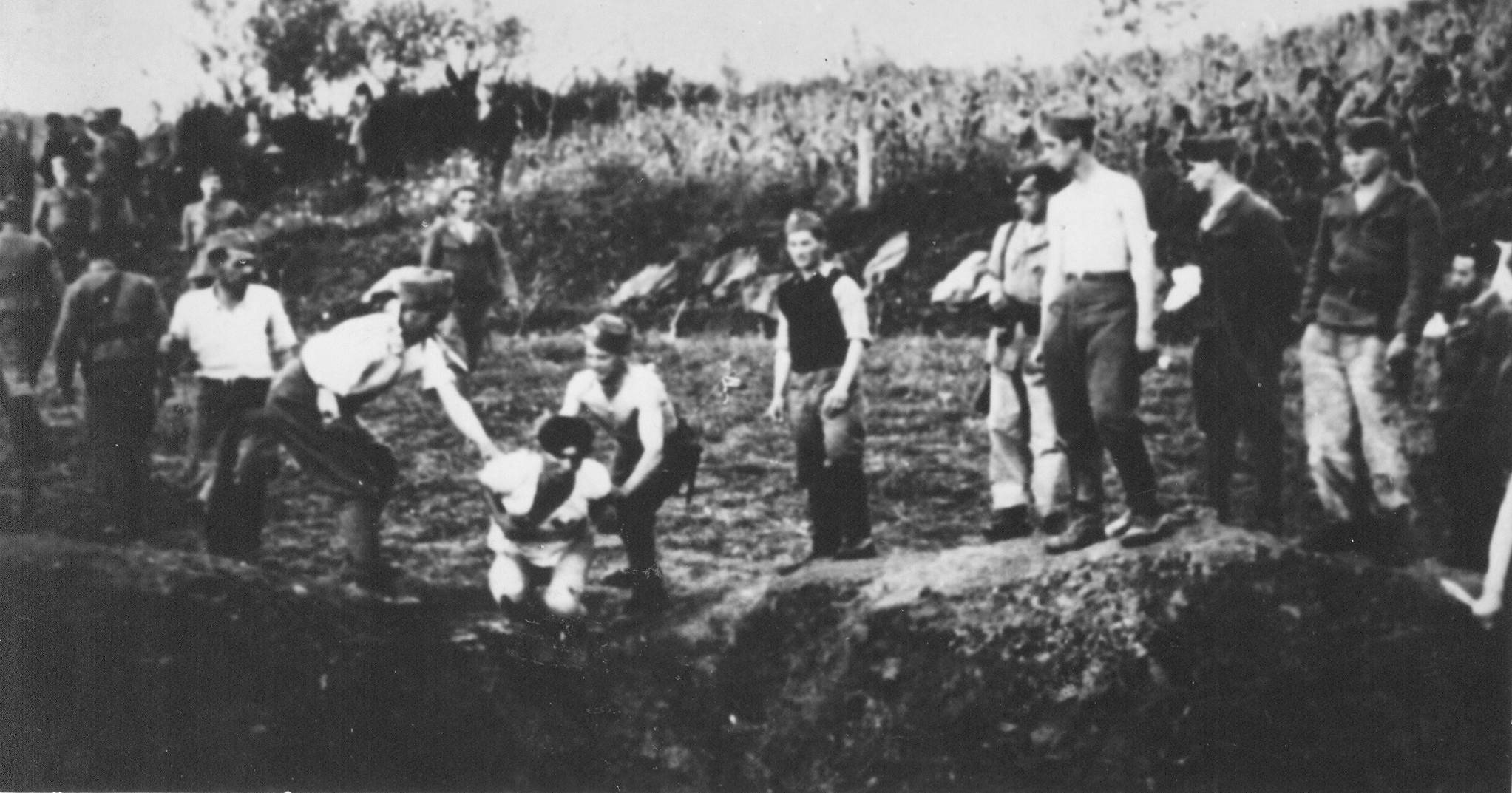
La milicia ustaše ejecuta a prisioneros cerca del campo de concentración de Jasenovac.

### Historiografía

#### República Federativa Socialista de Yugoslavia
El genocidio de los serbios no se examinó adecuadamente después de la guerra porque el gobierno yugoslavo de la posguerra dirigido por el Partido Comunista no animó a los académicos independientes debido al temor de que las tensiones étnicas derivadas de la guerra pudieran desestabilizar el nuevo régimen. Se intentaron entonces ocultar las atrocidades cometidas durante la guerra y enmascarar pérdidas étnicas específicas. El estudioso del genocidio Henry R. Huttenbach escribió que «una historia yugoslava titoísta ideologizada y camuflada» suprimió el genocidio contra los serbios, así como que esa «represión raya en el negacionismo total». Todas las víctimas de la Segunda Guerra Mundial fueron presentadas como «yugoslavos», mientras que todos los colaboracionistas fueron denominados «fascistas».

#### Croacia
La historiadora Mirjana Kasapović explicó que en los trabajos científicos más importantes sobre genocidio, los crímenes contra serbios, judíos y romaníes en el NDH se clasifican inequívocamente como genocidio. Examinó tres estrategias principales del revisionismo histórico en la historiografía croata moderna: «el NDH era un estado de contrainsurgencia normal en ese momento»; «no se cometieron crímenes masivos en el NDH, especialmente genocidio»; «El campo de Jasenovac era sólo un campo de trabajo, no un campo de exterminio». Kasapović concluye que estos esfuerzos en la práctica han tenido el efecto contrario.
En un análisis sistemático de más de cuarenta años de revisionismo histórico en Serbia y Croacia (1974 a 2017), la socióloga croata Tamara Pavasović Trošt examinó cómo los libros de texto croatas justificaban la existencia del NDH con una narrativa emocional: el «hilo milenario» del Estado croata había sido anulado por «el intento del régimen de la Gran Serbia de destruir todos los signos de la nacionalidad croata». Además, los libros de texto relativizan el terror contra los serbios al afirmar que era resultado de «su hegemonía anterior».
El historiador Hrvoje Klasić señaló que desde la independencia de Croacia durante la desintegración de Yugoslavia, se estableció un nuevo enfoque para el estudio y la enseñanza de la historia croata, que incluye restar importancia y negar los crímenes de los Ustaše. Afirmó que la tendencia del revisionismo y el negacionismo varió en intensidad durante los siguientes veinticinco años, pero nunca se detuvo por completo. El historiador Rory Yeomans dijo en 2018 que el revisionismo histórico de la década de 1990 tenía «sus baluartes en la academia y la política dominante» y que los revisionistas de hoy pretenden rehabilitar el régimen de Ustaše en su totalidad, comparándolo con una era de Tuđman, cuando la tendencia era minimizar los delitos o relatar sólo ciertos aspectos de los mismos. También señaló que los revisionistas afirman que la conmemoración de los crímenes de los Ustaše constituye un intento de «mancillar el nombre de Croacia, declarar a los croatas un pueblo genocida y criminalizar la Guerra de Croacia».
En su reseña de la obra de Josip Jurčević, El origen del mito de Jasenovac, el historiador alemán Holm Sundhaussen señala que si bien Jurčević está justificado en su crítica de las cifras de víctimas de Jasenovac en la Yugoslavia comunista, adopta «voluntariamente y sin pensar» el término «mito de Jasenovac» e intenta demostrar, mediante la omisión de información, que Jasenovac era un «campo de trabajo» y que el genocidio en el Estado Independiente de Croacia durante la Segunda Guerra Mundial no ocurrió. Jurčević también escribió que las víctimas de los campos de concentración morían por falta de higiene y enfermedades infecciosas.

## Política de extrema derecha en Croacia
La extrema derecha croata suele defender la falsa teoría de que Jasenovac era un «campo de trabajo» donde no se produjeron asesinatos en masa. Algunos activistas de derechos humanos dicen que en Croacia existe una distorsión de los crímenes de la Segunda Guerra Mundial y que fue especialmente frecuente durante la guerra de los años 90, cuando el sentimiento antiserbio era alto. Un destacado promotor de esto es la ONG de extrema derecha Sociedad para la investigación del triple campo de Jasenovac. Entre sus miembros se encuentran el periodista Igor Vukić y el académico Josip Pečarić, que han escrito libros promoviendo esta teoría. Las ideas promovidas por sus miembros se han amplificado mediante entrevistas en los principales medios de comunicación y giras de libros en 2019.  El último libro, La mentira de Jasenovac revelada, escrito por Vukić, llevó al Centro Simon Wiesenthal a instar a las autoridades croatas a prohibir tales obras, señalando que «serían prohibidas inmediatamente en Alemania y Austria y con razón». Cuando se le preguntó si la sociedad negaba el genocidio, Vukić respondió diciendo: «Cuando se trata de genocidio, a menudo está relacionado con los serbios. Si se trata de eso, lo negamos».  Menachem Z. Rosensaft, consejero general del Congreso Judío Mundial, condenó la columna afirmativa sobre el libro de Vukić escrita por Milan Ivkošić en la Lista Večernji, enfatizando que «hay realidades horribles de la historia que nadie debe cuestionar, distorsionar o negar». 
En 2013, la Wikipedia en croata también recibió la atención de los medios nacionales e internacionales por promover una cosmovisión fascista, así como un sesgo contra los serbios mediante el revisionismo histórico y negar o diluir la gravedad de los crímenes cometidos por el régimen de Ustaše. En un ejemplo pertinente, la página en croata sobre el campo de concentración de Jasenovac se refirió al campo como un «campo de recolección» y un campo de trabajo, y minimizó los crímenes que se cometieron en Jasenovac, así como el número de víctimas que murieron allí, y también se basó en medios de comunicación de derecha y blogs privados como referencias. En 2021, se realizaron una serie de cambios para eliminar el acceso administrativo a un grupo de editores considerados responsables de esto, algunos de los cuales también tenían sus nombres publicados en los medios croatas y estaban conectados con conocidos grupos de extrema derecha.
En 2016, el cineasta croata Jakov Sedlar lanzó un documental Jasenovac - The Truth que defendía las mismas teorías, etiquetando el campo como un «campo de recolección y trabajo». Sin embargo, un informe reportó que el campo era el campo de concentración más grande de la región yugoslava en el momento de la Segunda Guerra Mundial que no fue establecido por los propios nazis.

## Escándalos políticos
Algunos croatas, incluidos políticos, han intentado minimizar la magnitud del genocidio perpetrado contra los serbios en el Estado Independiente de Croacia.
En 1989, el futuro presidente de Croacia, Franjo Tuđman, había abrazado el nacionalismo croata y publicó Horrores de la guerra: realidad histórica y filosofía, en el que cuestionaba el número oficial de víctimas asesinadas por los Ustaše durante la Segunda Guerra Mundial. En este libro, Tuđman afirmó que entre 30.000 y 40.000 personas murieron en Jasenovac. Aunque el número de víctimas varía, el Memorial Jasenovac enumera 83.145, más de la mitad de las cuales son serbias. Algunos estudiosos y observadores acusaron a Tuđman de «coquetear con ideas asociadas con el movimiento Ustaše» y de restar importancia al número de víctimas en el Estado Independiente de Croacia.
No obstante, en su libro de 1996, Tuđman confirmó que sí ocurrió un genocidio:

Es un hecho histórico que el régimen Ustaše del NDH, en su implementación del plan para reducir al «hostil pueblo serbio ortodoxo en tierras croatas», cometió un gran crimen genocida contra los serbios, y proporcionalmente aún mayor contra los romaníes y los judíos en la implementación de la política racial nazi.

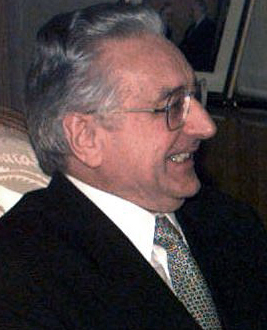
Franjo Tuđman, primer presidente de Croacia, generó polémica por «coquetear con las ideas Ustaše» y restar importancia al número de víctimas en el NDH.

El político croata Stipe Mesić, que anteriormente había sido primer ministro de Croacia, hizo declaraciones públicas en 1992 sobre que «no debería haber disculpas» por Jasenovac, ya que no era un «campo de exterminio», negando la naturaleza del campo de concentración, y otras declaraciones consideradas como apoyo a los Ustaše. Esto se supo por videos suyos publicados en 2006 y 2017.   Mesić, que entretanto se había convertido en presidente de Croacia y era un conocido partidario de los partisanos yugoslavos, pidió disculpas y descartó aquellas declaraciones. Mesić además se disculpó por «la declaración imprudente» y la relativización de los crímenes en Jasenovac en 2017.
El 17 de abril de 2011, en una ceremonia de conmemoración, el presidente croata, Ivo Josipović, advirtió que había «intentos de reducir drásticamente o disminuir el número de víctimas de Jasenovac», añadiendo: «ante la devastadora verdad de que ciertos miembros del pueblo croata eran capaces de cometer los más crueles de los crímenes».
El historiador y político croata Zlatko Hasanbegović, que anteriormente fue ministro de Cultura del país en 2016, ha sido acusado de restar importancia a los crímenes de los Ustaše y de intentar rescatar sus ideas en su obra. En 1996, Hasanbegović escribió al menos dos artículos en la revista El Estado Independiente de Croacia, editada por el partido de extrema derecha Movimiento de Liberación Croata (HOP), en los que glorificaba a los Ustaše como héroes y mártires y negaba los crímenes cometidos por el régimen. En respuesta, Hasanbegović negó ser un apologista del régimen y afirmó que los crímenes de Ustaša durante la Segunda Guerra Mundial fueron «el mayor error moral» del pueblo croata en su historia y que sus palabras fueron sacadas de contexto para manipulación política.
Desde 2016, grupos antifascistas, líderes de las comunidades serbia, romaní y judía de Croacia, además de ex-altos funcionarios croatas han boicoteado la conmemoración estatal oficial de las víctimas del campo de concentración de Jasenovac porque consideran que las autoridades croatas toleran la promoción del legado Ustaše y se niegan a actuar contra las negaciones revisionistas, restando importancia y relativizando los crímenes cometidos por Ustaše.